# Convoglio SC-7
Il Convoglio SC-7 fu un convoglio navale Alleato, partito dal porto canadese di Sydney, in Nuova Scozia, con destinazione Liverpool, attaccato, nell'ottobre del 1940, nell'Oceano Atlantico da U-Boot tedeschi, durante la seconda guerra mondiale. L'esito dello scontro, avvenuto tra le unità sottomarine tedesche e le forze di superficie inglesi di scorta al convoglio, unito alle perdite di tonnellaggio di materiali, costituì il maggiore successo realizzato fino a quel momento dalla flotta sottomarina tedesca nella battaglia dell'Atlantico, nella cosiddetta guerra dei convogli.

## La partenza ed i primi attacchi

Mappa raffigurante la posizione dell'isolotto di Rockall, punto di avvistamento del convoglio SC-7 da parte dell'U-48

Il 5 ottobre 1940 salpò dal porto canadese di Sydney, in Nuova Scozia, il convoglio SC-7 con destinazione Liverpool; tale convoglio era composto da 36 navi, disposte su 8 colonne, mentre la scorta era formata da 6 navi: 3 incrociatori ausiliari, 2 corvette, più uno Yacht armato. Responsabile del convoglio era il Viceammiraglio Lachlan Donald Ian Mackinnon ed esso avrebbe dovuto compiere la traversata a una velocità intorno agli 8 nodi
Il viaggio procedette senza incidenti fino al giorno 11 quando, a causa del maltempo che rendeva difficoltoso tanto il mantenimento della formazione quanto l'adeguamento della velocità per le navi più rapide, alcuni mercantili si separarono dal convoglio e due di questi, il mercantile greco SS Aenos ed il cargo canadese SS Trevisa furono avvistati rispettivamente dall'U-38, comandato dal tenente Heinrich Liebe, e dall'U-124, comandato dal tenente Georg-Wilhelm Schulz, due sommergibili di tipo IX, e rapidamente affondati; la possibilità della presenza di un convoglio fu segnalata al comando tedesco ma nei quattro giorni successivi, anche a causa delle difficili condizioni meteorologiche, non fu possibile avvistarlo.
Il contatto fu stabilito nella notte tra il 16 ed il 17 ottobre quando l'U-48, comandato dal capitano Heinrich Bleichrodt, che incrociava al largo dell'isolotto di Rockall, avvistò il convoglio e attaccò, affondando due mercantili ma, attaccato a sua volta dalle unità di scorta immediatamente sopraggiunte, fu costretto ad allontanarsi e il contatto fu nuovamente perduto; l'ammiraglio Karl Dönitz tuttavia, una volta ricevuta l'informazione della sicura presenza del convoglio, diede ordine a cinque sommergibili di dirigersi verso la zona per un attacco combinato, secondo la tattica dei branchi di lupi.

## L'attacco

### 18 e 19 ottobre

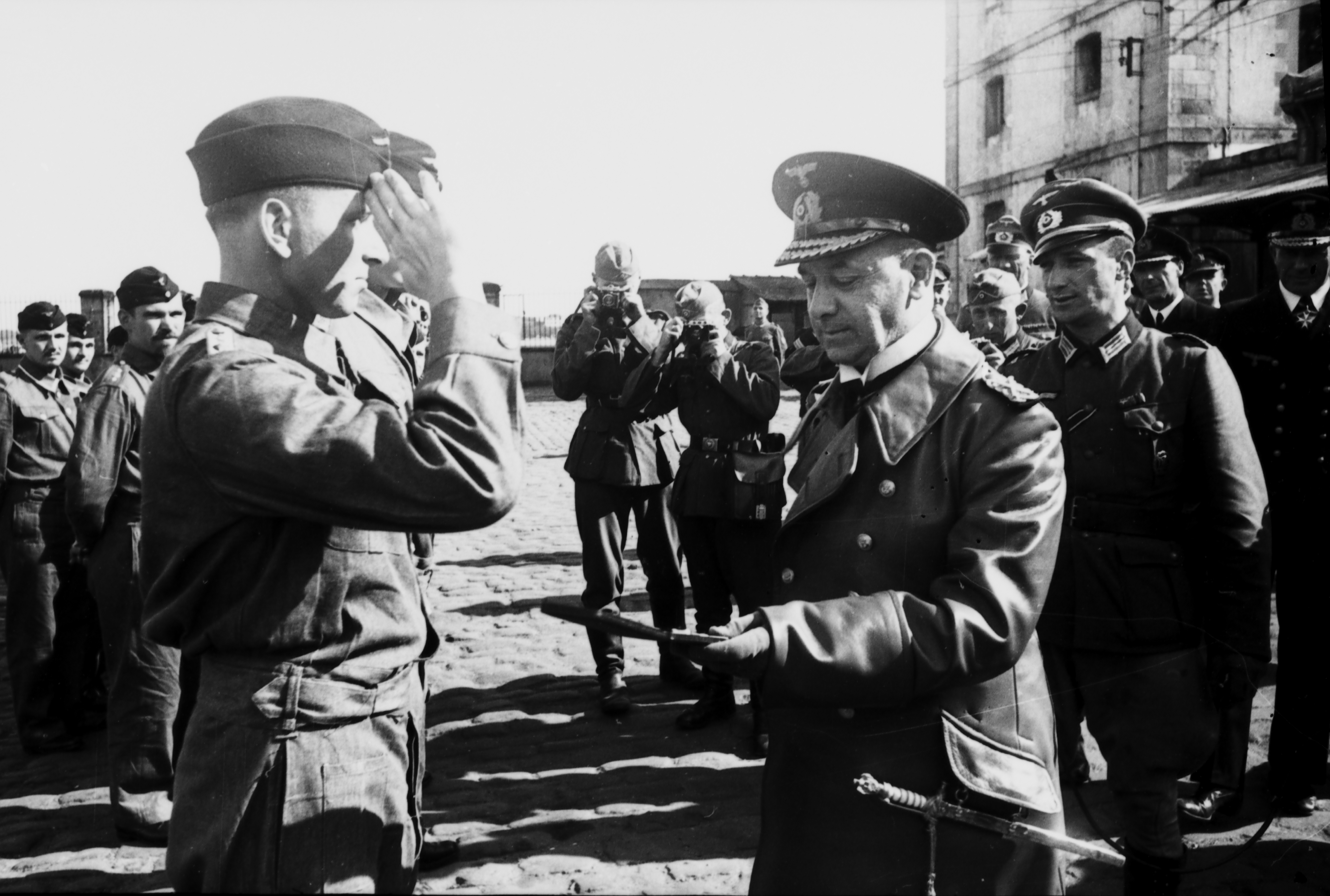
Il Großadmiral Erich Raeder decora il comandante dellU-99 Otto Kretschmer

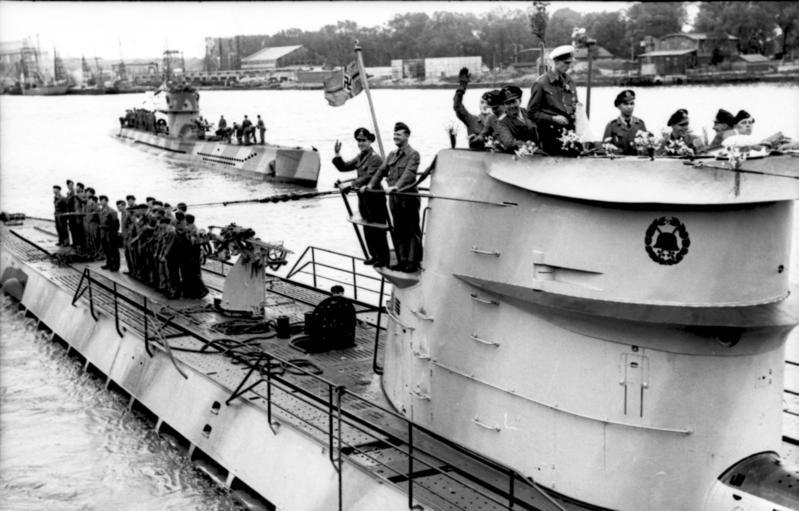
LU-123 in partenza dal porto francese di Lorient (immagine del 1941)

I sommergibili tedeschi, una volta giunti nella zona in cui presumibilmente sarebbe transitato il convoglio, si disposero in linea e, all'alba del 18 ottobre, esso fu avvistato ed immediatamente le unità tedesche iniziarono a raggrupparsi in attesa del calare del sole per sferrare l'attacco; la scelta del momento non era casuale in quanto l'attacco notturno e in superficie si presentava come il più vantaggioso per gli U-Boot, poiché le sagome delle navi nemiche si distinguevano molto chiaramente nel chiarore della luce della luna mentre il "profilo basso" dei sommergibili li rendeva difficilmente avvistabili, mentre la navigazione in superficie rendeva inutilizzabile l'asdic per le navi di scorta; la giornata trascorse tranquilla e non si registrarono attacchi combinati da parte dei "lupi" e solo un singolo tentativo fu compiuto ancora dall'U-38, che danneggiò in modo non grave il mercantile SS Carsbreck ma che fu costretto ancora ad allontanarsi dopo l'arrivo della corvetta HMS Heartsease.
L'attacco fu sferrato alle 18.15 e il primo affondamento fu opera dell'U-46, uno dei cinque sommergibili di tipo VII che componevano il "branco di lupi", comandato dal tenente Engelbert Endrass, che affondò il mercantile svedese Convallaria e nelle ore successive furono mandate a picco altre 8 navi, numero che aumentò a 17 quando alle 03.30 del mattino del giorno successivo l'attacco fu interrotto, portando a 20 il totale dei mercantili affondati, in aggiunta ai 3 affondati il giorno precedente e così ripartiti: 3 mercantili affondati dall'U-46, 6 affondati dall'U-99, comandato dal tenente Otto Kretschmer, 3 affondati dall'U-101, comandato dal tenente Fritz Frauenheim, 4 affondati dall'U-123, comandato dal tenente Karl-Heinz Moehle, e 1 affondato dall'U-124, comandato dal tenente Georg-Wilhelm Schulz.

### Il convoglio HX-79
Il bottino dei sommergibili tedeschi non si esaurì con la fine dell'attacco al convoglio SC-7 poiché il giorno dopo un altro convoglio fu avvistato: si trattava dell'HX-79, un convoglio composto da 49 mercantili con 12 unità di scorta, avvistato dall'U-47, comandato da uno degli ufficiali di U-Boot dotati di maggiore reputazione, il tenente Günther Prien; immediatamente i sommergibili U-38, U-46, U-48 ed U-100, che erano sulla via del ritorno, furono inviati nella zona, affondando nella notte altre 12 navi senza subire perdite.

## Epilogo
L'ammiraglio Dönitz fu indubbiamente soddisfatto del successo ottenuto dalle sue unità sottomarine e dalla tattica dei "branchi di lupi" ma, nonostante che nel primo anno di guerra fossero state affondate 12 navi da guerra e 440 mercantili, egli continuava a lamentare una carenza di sommergibili, poiché il numero di cui disponeva era di soli 56, lo stesso numero che la Kriegsmarine aveva pronti a prendere il mare all'inizio del conflitto. Il programma di costruzione procedeva a rilento e non fu mai raggiunta la cifra di 300 richiesta dall'ammiraglio, necessaria a suo pensare per vincere la battaglia dell'Atlantico, e di conseguenza lo scarso numero di unità, unito all'accrescersi delle scorte, marine ed aeree, ai convogli, fece diminuire progressivamente il numero degli affondamenti, ponendo lentamente fine, nel dicembre del 1940 al cosiddetto "primo periodo felice" della guerra sottomarina.